# Супергеометрия
Супергеометрия — это дифференциальная геометрия  модулей над {\displaystyle \mathbb {Z} _{2}}-градуированными алгебрами, на  супермногообразиях и  градуированных многообразиях. Супергеометрия является неотъемлемой частью многих классических и квантовых полевых моделей с участием нечетных полей, например, суперсимметричной теории поля, БРСТ теории,  супергравитации.
Супергеометрия формулируется в терминах {\displaystyle \mathbb {Z} _{2}}-градуированных модулей и  пучков над {\displaystyle \mathbb {Z} _{2}}-градуированными коммутативными алгебрами. В частности, суперсвязности определяются как  связности на этих модулях и пучках. Однако, супергеометрия не является частным случаем  некоммутативной геометрии из-за разных определений  дифференцирования.
 Градуированные многообразия и супермногообразия описываются в терминах пучков градуированных коммутативных алгебр. Градуированные многообразия характеризуются пучками на гладких многообразиях, тогда как супермногообразия определяются склеиванием пучков супервекторных пространств. Выделяют несколько типов супермногообразий: гладкие супермногообразии (включая {\displaystyle H^{\infty }}-, {\displaystyle G^{\infty }}-, {\displaystyle GH^{\infty }}-супермногообразия), {\displaystyle G}-супермногообразия и супермногообразия Девитта. В частности, супервекторные расслоения и главные суперрасслоения рассматриваются в категории {\displaystyle G}-супермногообразий. При этом, главные суперрасслоения и суперсвязности на них определяются аналогично гладким  главным расслоениям и связностям на них. Стоит отметить, что главные расслоения рассматриваются также в категории
супермногообразий.